# Liste der Bodendenkmale in Wölpinghausen
In der Liste der Bodendenkmale in Wölpinghausen sind die Bodendenkmale der niedersächsischen Gemeinde Wölpinghausen aufgeführt. Die Quelle ist der Denkmalatlas Niedersachsen. 

Wölpinghausen im Landkreis Schaumburg

Der Stand der Liste ist der 22. Januar 2025.

## Allgemein
In den Spalten finden sich folgende Informationen des Bodendenkmales:
| Lage         | geographische Koordinaten                                                           |
| Bezeichnung  | Bezeichnung lt. Denkmalatlas                                                        |
| Beschreibung | Beschreibung lt. Denkmalatlas                                                       |
| ID           | Objekt-ID                                                                           |
| Bild         | Bild, ggf. zusätzlich mit Link zu weiteren Fotos im Medienarchiv Wikimedia Commons. |

## Wölpinghausen
| Lage                        | Bezeichnung                           | Beschreibung             | ID       | Bild |
| --------------------------- | ------------------------------------- | ------------------------ | -------- | ---- |
| 52° 25′ 29″ N, 9° 12′ 57″ O | Wölpinghausen 1, Landwehr             |                          | 28972410 | BW   |
| 52° 24′ 33″ N, 9° 9′ 40″ O  | Wölpinghausen 1, Landwehr (Teilstück) | * Teilstück ID: 28919281 | 28919277 | BW   |